# Christophe Ohrel
Christophe Ohrel (født 7. april 1968 i Strasbourg, Frankrig) er en tidligere schweizisk fodboldspiller, der spillede som midtbanespiller. Han var på klubplan primært tilknyttet Lausanne-Sport i hjemlandet, hvor han spillede i sammenlagt elleve sæsoner, men havde også ophold hos blandt andet Servette FC og de franske hold Rennes FC og Saint-Étienne.
Ohrel spillede mellem 1991 og 1997 56 kampe og scorede seks mål for det schweiziske landshold. Han repræsenterede sit land ved VM i 1994 i USA.